# Mesobuthus caucasicus
Mesobuthus caucasicus gatunek skorpionów z rodziny Buthidae.

## Występowanie
Dotąd zbadany zakres występowania M. caucasicus obejmuje obszar od Turcji do Chin. Podgatunki M. caucasicus występują w Armenii, Azerbejdżanie, Gruzji, Turcji, Iraku, Rosji i na Ukrainie.
Na wschód od Anatolii Wschodniej w Turcji M. caucasicus współegzystuje tylko z jednym gatunkiem pokrewnym – M. eupeus. Spotykane są one w prowincjach Iğdir, Kars i Van.

## Morfologia
Osobniki tego gatunku cechuje niewielki rozmiar. Ich ubarwienie jest jasnożółte z zielonkawymi elementami. Zaodwłok (metasoma) nie rozszerza się ku tyłowi. Jego segmenty są dłuższe niż u M. eupeus. Telson jest podłużny, owalny.
Odwrotnie niż u M. eupeus i M. gibbosus, przedodwłok (mesosoma) u M.caucasicus jest pozbawiony ciemnych pasków. Jedynymi ciemno ubarwionymi elementami jest obszar między oczami środkowymi oraz wokół oczu bocznych. Segment V zaodwłoku (od podstawy do jednej trzeciej długości) ma brązowawą barwę. Nogi są żółto ubarwione.

## Siedlisko
M. caucasicus  spotykany jest w bardzo suchych miejscach, oddalonych od ludzkich siedzib, osobniki kryją się pod kamieniami. Ponadto, okazy w Iğdir zostały znalezione w ruinach domów z betonu, natomiast okazy w Kars i Van zostały znalezione pod kamieniami na polu, przykryte roślinnością stepową oraz na podłożu wapiennym. Ze względu na tę różnorodność trudno jednoznacznie określić optymalny rodzaj siedliska dla M. caucasicus.